# Vicente Pradal
Vicente Pradal, né à Toulouse en 1957, est un chanteur-guitariste, compositeur et interprète espagnol.

## Biographie
Admirateur de Paco Ibáñez, d'Enrique Morente, il a mis en musique et chanté les poèmes de Saint Jean de la Croix, Pablo Neruda et Federico García Lorca, Antonio Machado ou Miguel Hernandez. Il a travaillé avec Carmen Linares, Enrique Morente, Pepe el Habichuela, Michel Rostain, Irène Papas.
En 2000 il a composé et mis en scène L'Amour de Loin à partir de poèmes de Jaufre Rudel, troubadour occitan du XIIe siècle, avec Eric Fraj dans le rôle de celui-ci. Il a aussi fondé en 2009 le « Festival Toulouse l'Espagnole » qui a lieu le dernier samedi de juin au Quai de l'exil républicain espagnol au bord de la Garonne et rassemble des artistes espagnols ou issus de l’émigration.
En 2008, il a mis en scène Yerma de Federico García Lorca avec la Comédie-Française, au théâtre du Vieux-colombier et a également composé la musique du spectacle. 
En 2010, son disque Herencia (Hérédité), avec ses enfants Rafael au piano et Paloma au chant, rappelle la nécessité de la transmission.
En 2011, il met en musique et interprète un spectacle d'après la vie et l'œuvre de Miguel Hernandez, Viento del pueblo . Il en co-signe l'écriture et la mise en scène avec Coraly Zahonero. En 2015, il crée deux spectacles musicaux :  Del Flamenco a Lorca et Medianoche.
Medianoche se fonde sur les Romances et Villancicos, poèmes pour la plupart anonymes, qui ont été écrits à partir du XVe siècle, certains même au XIVe siècle, en Espagne. C’est là que l'Art Flamenco, que Vicente Pradal a longtemps étudié et pratiqué, puise ses sources et c’est dans ces Romances que trouve son socle littéraire et poétique la Copla flamenca.
Des Romances, Pradal aime la concision, la précision de ses descriptions narratives, la perfection de sa métrique octosyllabique, ainsi que ses brutales accélérations dans le récit[réf. souhaitée].
L’album, enregistré début 2016, est sorti sous le label TAC-Faubourg du Monde.

## Discographie
- Ida y Vuelta (1986) LP Scalen / Ariane ARI 133 / SCA 290 (réédition CD)
- Aire Flamenco (1991) Scalen Disc SD 310 / SCA 470
- La Nuit obscure (1996) (Grand Prix de l'Académie Charles-Cros)
- Llanto por Ignacio Sánchez Mejías (1998)
- Romancero Gitano (2004)
- Pelleas y Melisanda (2006) TAC-Faubourg du Monde
- El Diván del Tamarit (2008)
- Herencia (2010)
- Medianoche (2016) TAC-Faubourg du Monde